# إركي باكانين
إركي باكانين (بالفنلندية: Erkki Pakkanen)‏ (19 أبريل 1930 – 23 أبريل 1973) هو ملاكم فنلندي راحل، مثّل بلاده في الألعاب الأولمبية الصيفية 1952 وحقق الميدالية البرونزية في فئة الوزن الخفيف.

## روابط خارجية
إركي باكانين على موقع أوليمبيديا (الإنجليزية)